# El mito de Sísifo (serie de televisión)
El mito de Sísifo (Hangul: 시지프스: the myth; RR: Sijipeuseu: The Myth) es una serie de televisión surcoreana transmitida del 17 de febrero de 2021 hasta el 8 de abril de 2021 a través de JTBC y Netflix.

## Sinopsis
La serie cuenta la historia de Han Tae-sool, un ingeniero genio que intenta descubrir la verdad detrás de la muerte de su hermano mayor Han Tae-san, y de Kang Seo-hae, una guerrera de élite que viaja en el tiempo para ayudarlo.
Han Tae-sool es el cofundador de la compañía "Quantum and Time" y un ingeniero genio con el más alto nivel de habilidades de codificación. Debido a sus logros innovadores, la empresa es una de clase mundial conocida como "el milagro de la industria de la ingeniería de Corea del Sur". Sin embargo, después de la muerte de su hermano mayor hace 10 años, Tae-sool ha mostrado un comportamiento excéntrico y provocado que las acciones de su empresa fluctúen constantemente.
Un día, después de presenciar la increíble verdad detrás de la muerte de su hermano, se muestra algo escéptico, por lo que decide emprender un peligroso viaje para averiguar lo sucedido.
Por otro lado, Kang Seo-hae es una soldado de élite del futuro que lucha contra sus enemigos, maneja armas e instala explosivos. Tiene grandes habilidades de supervivencia que ha aprendido para sobrevivir en un mundo dominado por gánsteres y señores de guerra. Pronto inicia un peligroso camino para encontrar a Tae-sool y ayudarlo en su búsqueda de la verdad.

## Reparto

### Personajes principales
| Actor                        | Personaje    | N.º de episodios | Notas |
| ---------------------------- | ------------ | ---------------- | --- |
| Cho Seung-woo Jung Hyun-joon | Han Tae-sool | 16               | Es el cofundador de la compañía global Quantum and Time, y un ingeniero genio que puede armar y desarmar cualquier cosa siempre que tenga las herramientas para hacerlo. Aunque se convierte en un presidente chaebol que posee un penthouse en Gangnam, es una persona sencilla que todavía se presenta como un ingeniero. |
| Park Shin-hye Seo Yi-soo     | Kang Seo-hae | 16               | Es una soldado que viene de un futuro estéril, donde Corea del Sur está en ruinas debido a la guerra. Creció luchando por sobrevivir, por lo que ha aprendido una serie de habilidades para lograrlo. Cuando se une a Han Tae-sul lo ayuda a salvar al mundo. Su canción favorita es Spring Day del grupo BTS, ya que le hace recordar su feliz pasado y representa los tiempos antes de que Seúl fuera destruida, permitiéndole mantener la esperanza a pesar de su difícil vida. |

### Personajes secundarios
| Actor                    | Personaje             | N.º de episodios | Notas |
| ------------------------ | --------------------- | ---------------- | --- |
| Heo Jun-seok Cha Sung-je | Han Tae-san           | -                | Es el hermano mayor de Han Tae-sool. |
| Tae In-ho                | Eddie Kim             | -                | Es el cofundador de la empresa "Quantum & Time" y el pacificador de Han Tae-sool. Tiene una personalidad social, dignidad caballerosa y está decidido a convertir a la empresa en una compañía global. Está muy orgulloso del crecimiento de la empresa a través de la motivación constante, sin embargo pronto se ve atrapado en un incidente inesperado y se encuentra en el centro de la situación. |
| Kim Byung-chul           | Seo Won-joo ("Sigma") | -                | [ 17 ] [ 18 ] |
| Jung Hye-in              | Kim Seo-jin           | -                | Es una psiquiatra e hija de Kim Han-yong. |
| Jeon Kook-hwan           | Kim Han-yong          | -                | Es el padre de Kim Seo-jin y presidente de "Quantum & Time". |
| Tae Won-seok             | Yeo Bong-sun          | -                | Es el guardaespaldas de Han Tae-sool. |
| Kim Jong-tae             | Kang Dong-ki          | -                | Es el padre de Kang Seo-hae, quien trabaja como oficial de la policía. |
| Lee Yeon-soo             | Lee Eun-hee           | -                | Es la esposa de Kang Dong-ki y madre de Kang Seo-hae. |
| Chae Jong-hyeop          | Choi Jae-sun (Sun)    | -                | Es un joven hombre con una personalidad dulce y hábil, que se muda a Seúl para apoyar a su madre y a su hermano menor quienes se encuentran en su ciudad natal, consiguiendo un trabajo en el restaurante chino Buheunglu. Cuando conoce por casualidad a Kang Seo-hae mientras trabaja en el restaurante, se ve involucrado en un incidente.                                                          |
| Choi Jung-woo            | Hwang Hyun-seung      | -                | Es el jefe de la Sección 7 de la oficina de inmigración. |
| Go Yoon                  | Jung Hyun-gi          | -                | Es un nuevo agente de la Administración de Control de Drogas (DEA). |
| Yang Joon-mo             | Choi Yeon-shik        | -                | Es un miembro de la Administración de Control de Drogas (DEA). |
| Sung Dong-il             | Presidente Park       | -                | Es el presidente de "Asia Mart". |
| Lee Myung-ro             | Uhm Sun-jae           | -                | Es un joven empleado de "Asia Mart". |
| Jung Ha-joon             | Uhm Sun-ho            | -                | Es un joven empleado de "Asia Mart". |
| Lee Si-woo               | Bing Bing             | -                | Es una joven empleada del "Asia Mart". |
| Cho Seok-hyun            | Ahn Jang-ri           | -                | Es un doctor y supervisor del departamento. |
| Park Young-bin           | Kwon Yeok-beom        | -                | |

### Otros personajes
| Actor           | Personaje | Episodios donde apareció | Notas                                    |
| --------------- | --------- | ------------------------ | ---------------------------------------- |
| Hwang Man-ik    | -         | 1                        | Es un pasajero de la aereolínea grosero. |
| Hwang Dong-joo  | -         | 1-2                      | Es un copiloto.                          |
| Lee Jae-eun     | -         | 2                        | Es la casera de Choi Jae-sun (Sun).      |
| Lee Tae-geom    | -         | 2                        |                                          |
| Lee Jae-won     | -         | -                        | Es un gestor de fondos.                  |
| Kim Do-jin      | -         | -                        | Es un gánster.                           |
| Lee Joo-mi      | -         | -                        | Es una mujer de mediana edad.            |
| Sung Byung-sook | -         | -                        |                                          |
| Ha Yul-ri       | -         | -                        | Choi Go-eun, la hermana de Choi Jae-sun  |

### Apariciones especiales
| Actor           | Personaje | Episodios donde apareció | Notas                              |
| --------------- | --------- | ------------------------ | ---------------------------------- |
| Kim Byung-choon | -         | 1-2                      | Es el dueño del restaurante chino. |

## Episodios
La serie está conformada por dieciséis episodios, los cuales fueron emitidos todos los miércoles y jueves a las 21:30 (KST).

### Ratings
Los números en color rojo indican las calificaciones más bajas, mientras que los números en azul indican las calificaciones más altas.
| Episodio | Fecha de emisión      | Participación promedio de audiencia (AGB Nielsen) | Participación promedio de audiencia (AGB Nielsen) |
| Episodio | Fecha de emisión      | Nacional                                          | Seúl                                              |
| -------- | --------------------- | ------------------------------------------------- | ------------------------------------------------- |
| 1        | 17 de febrero de 2021 | 5.608% (4.ª)                                      | 6.766% (3.ª)                                      |
| 2        | 18 de febrero de 2021 | 6.677% (4.ª)                                      | 8.063% (3.ª)                                      |
| 3        | 24 de febrero de 2021 | 6.167% (4.ª)                                      | 6.200% (3.ª)                                      |
| 4        | 25 de febrero de 2021 | 6.178% (4.ª)                                      | 6.771% (4.ª)                                      |
| 5        | 3 de marzo de 2021    | 5.240% (4.ª)                                      | 6.036% (4.ª)                                      |
| 6        | 4 de marzo de 2021    | 4.972% (5.ª)                                      | 5.620% (4.ª)                                      |
| 7        | 10 de marzo de 2021   | 4.633% (5.ª)                                      | 5.040% (4.ª)                                      |
| 8        | 11 de marzo de 2021   | 4.848% (4.ª)                                      | 5.574% (4.ª)                                      |
| 9        | 17 de marzo de 2021   | 4.905% (4.ª)                                      | 5.372% (4.ª)                                      |
| 10       | 18 de marzo de 2021   | 4.804% (5.ª)                                      | 5.038% (4.ª)                                      |
| 11       | 24 de marzo de 2021   | 4.435% (4.ª)                                      | 4.834% (4.ª)                                      |
| 12       | 25 de marzo de 2021   | 4.637% (4.ª)                                      | 5.160% (4.ª)                                      |
| 13       | 31 de marzo de 2021   | 4.302% (6.ª)                                      | 5.106% (4.ª)                                      |
| 14       | 1 de abril de 2021    | 4.246% (6.ª)                                      | 4.971% (4.ª)                                      |
| 15       | 7 de abril de 2021    | 3.394% (9.ª)                                      | 3.925% (5.ª)                                      |
| 16       | 8 de abril de 2021    | 4.363% (9.ª)                                      | 4.878 (6.ª)%                                      |
| Promedio | Promedio              | 4,693%                                            | 5,585%                                            |

## Música
El OST de la serie está conformado por las siguientes canciones:
En un nuevo tráiler de la serie, se muestra a Kang Seo-hae (Park Shin-hye) en las ruinas del popular distrito comercial Myeongdong con una máscara de gas, y está encantada al descubrir un póster de "Bring the Soul", la película/documental del concierto de la popular banda surcoreana BTS. Seo-hae se quita la máscara de gas y conmovida pone en su reproductor el éxito del grupo de 2017 "Spring Day" y sonríe. Mientras suena la canción, ella continúa caminando por las ruinas, sonríe nuevamente y dice: "Feliz cumpleaños, Kang Seo-hae".
La producción de la serie comentó que "Spring Day" no sólo es una de las canciones favoritas del personaje, sino que es un símbolo de esperanza, ya que ella vive en un futuro donde Corea del Sur está en ruinas debido a una guerra, por lo que tiene que utilizar máscaras de gas por la contaminación y sobrevivir con comida enlatada. Los representantes de la producción también mencionaron que la canción que de esperanza al personaje de Seo-hae ha estado en el guion desde los primeros borradores y que habían pedido permiso a la agencia Big Hit Entertainment para poder usarla antes de que se grabara el video.
Describieron a "Spring Day" como una canción que encaja perfectamente, ya que transmite un mensaje de recordar y extrañar a una persona preciosa y querida de la que uno se ha separado sin perder la esperazan de volver a encontrarse con él/ella algún día.

### Parte 1
| No. | Intérprete | Canción                 | Letra  | Música              | Producción | Duración |
| --- | ---------- | ----------------------- | ------ | ------------------- | ---------- | -------- |
| 1   | G.Soul     | "Stay (tempus)"         | G.Soul | Groovy Room y GSoul | GroovyRoom | 3:21     |
| 2   |            | "Stay (tempus)" (Inst.) | -      | Groovy Room y GSoul | -          | 3:21     |

### Parte 2
| No. | Intérprete | Canción                                  | Letra               | Música       | Producción | Duración |
| --- | ---------- | ---------------------------------------- | ------------------- | ------------ | ---------- | -------- |
| 1   | Sumi Jo    | "Fight For Love (Aria for Myth)"         | Jin Hyuk y Safira.K | Oh Joon-sung | GroovyRoom | 3:21     |
| 2   |            | "Fight For Love (Aria for Myth)" (Inst.) | -                   | Oh Joon-sung | -          | 3:21     |

### Parte 3
| No. | Intérprete | Canción                               | Letra                    | Música       | Producción | Duración |
| --- | ---------- | ------------------------------------- | ------------------------ | ------------ | ---------- | -------- |
| 1   | Ailee      | "My Last Love (In Paradisum)"         | Jin Hyuk y Kim Yoo-kyung | Oh Joon-sung | GroovyRoom | 4:18     |
| 2   |            | "My Last Love (In Paradisum)" (Inst.) | -                        | Oh Joon-sung | -          | 4:18     |

### Parte 4
| No. | Intérprete | Canción                               | Letra                    | Música       | Producción | Duración |
| --- | ---------- | ------------------------------------- | ------------------------ | ------------ | ---------- | -------- |
| 1   | Park Won   | "You're My Light (Lacrimosa)"         | Jin Hyuk y Kim Yoo-kyung | Oh Joon-sung | GroovyRoom | 4:29     |
| 2   |            | "You're My Light (Lacrimosa)" (Inst.) | -                        | Oh Joon-sung | -          | 4:29     |

### Parte 5
| No. | Intérprete | Canción                   | Letra | Música | Producción | Duración |
| --- | ---------- | ------------------------- | ----- | ------ | ---------- | -------- |
| 1   | DOKO       | "True (Vertitas)"         | DOKO  | DOKO   | DOKO       | 2:40     |
| 2   |            | "True (Vertitas)" (Inst.) | -     | DOKO   | -          | 2:40     |

## Producción
La serie también es conocida como "Sisyphus: The Fable".
Fue dirigida por Jin Hyuk, quien contó con los guionistas Lee Je-in (이제인) y Jeon Chan-ho (전찬호).
Mientras que la producción estuvo a cargo de Park Joon-seo y Park Sang-eok, quienes trabajan junto al productor ejecutivo Jung Seung-son.
Las filmaciones comenzaron en mayo de 2020, la producción se detuvo temporalmente a fines de noviembre del mismo año debido al incremento de casos de la peligrosa pandemia de COVID-19, sin embargo posteriormente se retomaron y finalizaron a principios de diciembre de 2020. La serie es un drama completamente pre-producido.
La serie también contó con el apoyo de las compañías de producción "Drama House" y "JTBC Studios".

### Recepción
El 25 de febrero de 2021, Good Data Corporation compartió su nueva clasificación de los dramas y miembros del elenco que generaron más revuelo durante la semana del 15 al 21 de febrero del mismo año. Las listas se compilaron a partir del análisis de artículos de noticias, publicaciones de blogs, comunidades en línea, videos y publicaciones en redes sociales sobre 18 dramas que están actualmente al aire o que saldrán al aire próximamente. La serie obtuvo el puesto número tres en la lista de dramas, mientras que los actores Cho Seung-woo y Park Shin-hye ocuparon los puestos 4 y 9 respectivamente, dentro de los diez miembros del elenco más comentados de la semana.
El 16 de abril de 2021, Good Data Corporation compartió su nueva clasificación de los dramas y miembros del elenco que generaron más revuelo durante la segunda semana del mismo mes. Las listas se compilaron a partir del análisis de artículos de noticias, publicaciones de blogs, comunidades en línea, videos y publicaciones en redes sociales sobre los dramas que están actualmente al aire o que saldrán al aire próximamente. La serie obtuvo el puesto número dos en la lista de dramas, mientras que los actores Cho Seung-woo y Park Shin-hye ocuparon los puestos 5 y 9 respectivamente, dentro de los diez miembros del elenco más comentados de la semana.